# Aliança (taxonomia)
Una aliança és un grup informal utilitzat en taxonomia. No es tracta d'una categoria taxonòmica definida en els codis de nomenclatura. Es pot referir a qualsevol grup d'espècies, gèneres o tribus al qual es vulguin referir els autors i que en algun moment hagi estat considerat un grup de parents propers de manera provisional.